# Рајан Луис
Рајан Луис (Спокен, 25. март 1988) амерички је ди-џеј, музичар, видеограф, фотограф и графичар. 

## Биографија
Рајан је рођен 25. марта 1988. године у Сијетлу, од оца Скота и мајке Џули Левис. Има две сестре, Тересу и Лауру, које су старије од њега четири и две године. Као дечак свирао је гитару у разним рок бендовима, а са 15 година је изразио жељу да се бави музичком продукцијом. Уписао је Ферис средњу школу у Спокену, Вашингтон, и дипломирао у Рузвелт средњој школи у Сијетлу. Дипломирао је на Вашингтонском универзитету.

## Каријера
Поред тога што снима своје албуме које назива Instrumentals, Рајан је снимио досад и албуме The VS. EP (2009) и The Heist (2012). Године 2006. Луис се спријатељио са репером Маклемором на Мајспејсу и убрзо након тога они су постали партнери, основали дуо и заједно производили, снимали и миксали музику. Такође су приређивали спотове за друге певаче, и то за песме "Same Love", "Thrift Shop", "", "", "", "", "", "Victory Lap", "The Town" and "White Walls".